# Acanthocepola abbreviata
 Acanthocepola abbreviata és una espècie de peix de la família dels cepòlids i de l'ordre dels perciformes.

## Distribució geogràfica
Es troba des del Golf Pèrsic i el Golf d'Oman fins al Golf de Carpentària.